# Karlstad
|  | Karlstad eller Carlstad var også navnet på en svensk lejr ved København 1658-60. Se Carlstad |
Karlstad er en by i Sverige med 69.615 indbyggere (2023). Den er hovedby i Karlstads kommune med omkring 98.000 indbyggere (2024). Byen er residensby for Värmlands län og stiftsby for Karlstads Stift. 
Karlstad ligger på den nordlige side af Vänern på et deltaområde, hvor Klarälven deler sig i mange grene, inden den munder ud i Vänern. 
Byen blev grundlagt i år 1584 af Karl 9.; da fandtes der kun 45 husstande. Som mange andre gamle byer har Karlstad været ramt af store brande. Den 2. juli 1865 blev næsten hele byen ødelagt. Kun 7 af 241 gårde stod tilbage; blandt de bygninger, der blev reddet, og som stadig er i byen, hører bispegården, domkirken og nogle huse i kvarteret Almen.
I 1999 fik Karlstad sit eget universitet, som byggede videre på læreruddannelsen, der startede i byen allerede i 1843. Karlstads universitet har i dag cirka 16.000 studerende og 1200 ansatte.

## Karlstad-konventionen
Karlstad  var værtsby for forhandlingerne om opløsningen af unionen mellem de to lande Norge og Sverige. Den 23. september blev forhandlingerne afsluttet, og resultatet blev vedtaget af det norske Storting den 9. oktober. Den 13. oktober 1905 blev resultatet fra forhandlingerne godtaget af den svenske rigsdag. Unionsopløsningen blev endelig stadfæstet, da kong Oscar 2. 26. oktober underskrev dokumenterne, som anerkendte Norge som uafhængig stat og samme dag abdicerede som norsk konge.